# Spin (House M. D.)
"Spin" (traducido como "Dar vueltas" en Argentina y España; y "Ética" en México) es el sexto episodio de la segunda temporada de la serie norteamericana House. Fue estrenado el 15 de noviembre de 2005 en Estados Unidos y emitido el 2 de mayo de 2006 en España.
Durante una carrera benéfica, un famoso ciclista tiene dificultades para respirar y sufre una caída. House no se interesa por el caso de Jeff Forester porque probablemente sus males se deben al uso de esteroides. Pero su interés por el paciente aumenta cuando él mismo reconoce que toma todo tipo de drogas que no se detectan en los análisis para aumentar su rendimiento. Los médicos "girarán" sin dar en el clavo.

## Sinopsis
"Spin" quiere decir "giro" o "vuelta", asociado en este caso con la condición de ciclista del paciente. Pero en el argot estadounidense "spin" también es una forma de mentira, o más precisamente de manipulación de las personas, típica de las relaciones públicas, para "torcer" los hechos y presentar cierta situación negativa de modo que resulte aceptable.     

### Caso principal
Un famoso ciclista, Jeff Forester, tiene dificultades para respirar y sufre una caída durante una carrera benéfica de ciclismo cross country. House no se interesa en el caso porque piensa que todos los deportistas usan esteroides. Pero cambia de opinión cuando el ciclista reconoce que realiza doping para aumentar su rendimiento deportivo.
Forester le dice abiertamente a House que realiza dopaje sanguíneo, que duerme en una cámara de presión hiperbárica que se inyecta electrolitos y que consume suplementos herbales anabólicos, anfetaminas y diuréticos. Por otra parte, le informa a House que no ha consumido esteroides anabólicos ni epogen (EPO), y que en los últimos días ha suspendido el dopaje porque se trataba de una carrera benéfica. El ciclista enfrenta a House consigo mismo cuando dice "hago lo que tengo que hacer para patearles el culo a todos en mi trabajo; ¿usted no?". En ese momento House sonríe y toma otra pastilla más de Vicodin.
Muchas causas posibles para un solo síntoma: dificultad respiratoria. Foreman piensa que es el dopaje de sangre, que hace más espesa la sangre, lo que a su vez produce coágulos que pueden obstruir la respiración. House descarta esa posibilidad porque la tomografía espiral de pecho está limpia. Cameron piensa que la cámara hiperbárica en la que duerme podría haberles causado daños a las células pulmonares, pero House desecha la hipótesis porque debería haber edema pulmonar. Chase nota que los suplementos anabólicos que toma contienen yohimbe, que causa parálisis nerviosa, pero el análisis toxicológico es normal. House supone que lo que pudo haber sucedido es que, debido a la gran cantidad de inyecciones diarias que recibe el ciclista, generó un émbolo de aire. Para buscarlo ordena una gammagrafía y nivel de perfusión (el proceso de intercambio gaseoso a través de la barrera alvéolo capilar).
El equipo de House discute sobre el dopaje deportivo. Cameron cuestiona la conducta por razones morales relacionadas con el ejemplo social. Chase tiene una actitud tolerante, señalando que todas las personas toman todo tipo de drogas, todo el tiempo. Foreman indica que el dopaje deportivo produce serios trastornos de salud. La gammagrafía indica que efectivamente el ciclista tiene una burbuja de aire en el pulmón y el problema parece superado, pero cuando Chase le está extrayendo la burbuja mediante una embolectomía, Jeff comienza a babear.
El paciente presenta fatiga muscular en la mandíbula y el cuello; también en las piernas. Estos síntomas superan el doping. Chase propone la posibilidad de que se trate de lupus o polimiositis. Cameron agrega ELA o alguna distrofia muscular, pero Foreman dice que es muy joven para la primera y muy viejo para la segunda (la base científica de esta última afirmación es cuestionable). House no descarta nada, pide un análisis completo de sangre y una biopsia muscular, y les indica que establezcan si se trata de una miopatía (enfermedad muscular) o una neuropatía (enfermedad nerviosa).
La debilidad muscular se acentúa y los exámenes no indican ninguna anormalidad. House se pregunta entonces por la razón de esa aparente normalidad que registran los análisis, cuando todas esas manipulaciones de dopaje que ha venido realizando deberían producir un estado bioquímico extraordinario. Si Forester se estaba inyectando sangre para tener más glóbulos rojos, ¿por qué los análisis indican que los glóbulos rojos están normales? Ante la posibilidad de que exista una infección (encefalitis) ordena administrarle antibióticos de amplio espectro y realizar una punción lumbar (PL). Para ser atendido antes que otros pacientes, el ciclista "dona" una gran suma para el hospital. Mientras le realizan la punción vuelve a tener un paro respiratorio, algo que creían habían resuelto al quitar el émbolo de aire.

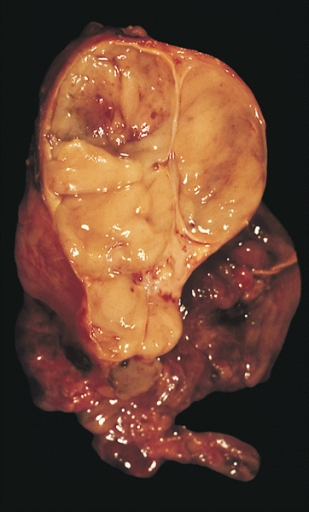
Timoma (tumor en el timo). El ciclista tenía un timoma, pero el dopaje compensaba los síntomas y evitaba que se manifestaran.

La PL dio negativo para la encefalitis. Los glóbulos rojos caen un 39%; Jeff ha perdido casi 1 litro de sangre. Los médicos "giran" sin dar en el clavo. O Chase cometió un error al extraer el émbolo, o el ciclista tiene cáncer. Pero las pruebas resultan negativas para ambas posibilidades, y la biopsia revela que tiene aplasia pura de glóbulos rojos (APGR), una afección relacionada con el consumo de epogen (EPO). House acusa al ciclista de mentir, pero como realmente dijo la verdad, entonces debió ser su mánager la que le dio la droga, secretamente. Jeff se indigna y la despide, aunque luego se verá que House se ha equivocado. Le administran prednisona.
Pero el paciente sigue sin responder al tratamiento y los glóbulos rojos siguen cayendo. House piensa que quizás la APGR no fuera aguda sino crónica, y que la podría estar padeciendo desde tiempo atrás. Manda escanear el cuello y el equipo encuentra entonces un timoma, un tumor en el timo. Las transfusiones de sangre que realizaba para doparse, estaban compensando los síntomas de la enfermedad y por eso no se notaba. Como el timoma y la APGR suelen presentarse con miastenia grave, House verifica también esto último. Paradójicamente, Jeff compensaba la miastenia con la cámara hiperbárica. La suspensión del dopaje antes de la carrera benéfica permitió que emergieran los síntomas.
En adelante el ciclista podrá continuar legalmente con el dopaje porque ahora se trata de un tratamiento médico.

### Atención clínica de rutina
House detesta realizar atención clínica de rutina porque lo aburre la ausencia de problemas médicos graves y complejos. En este capítulo atiende a una persona con diarrea. El paciente había dejado de fumar y había recurrido a la goma de mascar para reemplazar la ansiedad. La goma de mascar sin azúcar utiliza sorbitol como endulzante, que también es un laxante.

### Relaciones entre los personajes
House interactúa con Stacy, su expareja y abogada del hospital, y le comenta a Wilson que supone que está frustrada en su matrimonio porque tiene una actitud "molesta" con él. El esposo de Stacy, Mark, se está atendiendo en el hospital a causa de una porfiria aguda intermitente (ver "Luna de miel") que lo mantiene en estado de invalidez. House y Mark tienen una relación de competencia y celos mutuos y cuando Mark decide ingresar a un grupo de autoayuda para inválidos que se realiza en el hospital, House también se inscribe para molestarlo. Cuando se entera, Stacy se enfurece y tiene una fuerte pelea con House. Luego House le pide perdón y Stacy le dice que lo ama y lo odia a la vez, en tanto que por Mark siente amor, pero no odio. En el final del capítulo, House entra de noche a la oficina del psicoterapeuta de Stacy y fuerza el candado que resguarda el expediente en el que se encuentran transcriptas sus sesiones. 
Cameron, quien le concede máxima importancia a los principios morales, está muy disgustada al saber que el famoso ciclista recurre al dopaje, defraudando así a quienes lo consideran un héroe, especialmente los niños. Piensa denunciarlo a los medios de comunicación. Cameron le cuenta a Wilson que cuando su esposo estaba muriendo, ella se enamoró de su mejor amigo, aunque no se acostó con él ("no puedes controlar tus emociones... sólo tus acciones").

## Diagnóstico
Un timoma causa aplasia pura de glóbulos rojos (APGR) y miastenia grave. El dopaje deportivo compensaba los síntomas.

## Paralelismos
Hacen guiños al caso de Lance Armstrong. Por ejemplo cuando su representante dice que el cáncer le vendría bien económicamente porque al recuperarse daría pena a los patrocinadores.